# Sauce Pintos
Sauce Pintos é uma junta de governo da província de Entre Ríos, na Argentina.